# Podwilcze
Podwilcze (in tedesco: Podewils) è un villaggio polacco del distretto di Białogard, nel voivodato della Pomerania Occidentale. Si trova a circa 13 kilometri a sud-ovest di Białogard e circa 101 kilometri a nord-est della capitale del voivodato, Stettino. Prima del 1945 l'area faceva parte della Prussia, Impero Tedesco. Tra gli anni 1975 – 1998 il villaggio apparteneva al voivodato di Koszalin. Nel 2007 il villaggio contava 232 abitanti.

## Società

### Evoluzione demografica
- 343[1] – censimento del 1852
- 646[2] – censimento del 1933
- 608[2] – censimento del 1939

## Geografia
Il villaggio si trova a circa 13 chilometri a sud-ovest di Białogard, tra Białogard e la località di Sławoborze, nei pressi della linea ferroviaria Białogard – Lepino. Podwilcze in passato era un villaggio residenziale e agricolo. Gli edifici contadini sono concentrati in un complesso di strade che rendono tale il villaggio. Le abitazioni si trovano su quattro strade, che unendosi nei pressi della chiesa e dell'ex scuola, formano il centro del paese. Il complesso del parco e del palazzo si trova nella parte sud-occidentale del villaggio. Il palazzo e il parco adiacente si trovano a circa 250 metri a sud dalla zona agricola. La residenza è recintata sul lato della strada e delle abitazioni vicine da un muro di pietra. Il grande ingresso principale al palazzo presenta un magnifico cancello. La strada che collega il centro del villaggio con il palazzo conduce al cimitero e successivamente ai terreni agricoli. Nella zona sono presenti basse torbiere. Farnie e castagni, dalla circonferenza di 178-320 centimetri, crescono dal villaggio fino a Rarwino su entrambi i lati della strada, formando un viale lungo 2 chilometri. A circa 1 chilometro a est di Podwilcze, nella foresta è possibile trovare non solo una ricca vegetazione di piante di mirtillo, ossicocco, drosera, calla palustre, erioforo, iris acquatico, ma anche un masso erratico con una circonferenza di 14,2 metri e un'altezza di 1,8 metri. È realizzato in gneiss grigio-rosa, non è coperto da protezione ambientale.

## Storia
Podwilcze fu menzionata per la prima volta nella storia nel 1362, ma il luogo è molto più vecchio e risale ad un insediamento slavo.
Il villaggio di Podwilcze nasce sotto il nome di Podewils che una volta era il nido e casa ancestrale della famiglia Podewils, famosa in Pomerania, sicuramente già dalla seconda metà del XIV secolo e i cui membri hanno vissuto per oltre 500 anni fino al XIX secolo. Questa è l'unica informazione che abbiamo sui proprietari fino al 1720.
Nello stesso anno, Franz Wilhelm von Podewils, un consigliere di governo, ereditò Podewils e Klein Reichow (Rychówko) dal maggiore Georg Joachim von Podewils. Questi beni furono venduti il 28 aprile 1746 alla vedova di Franz Hoyer per 24 anni. Quest'ultima, già il 10 aprile 1747, trasferì i beni ai suoi due fratelli: Bogislav Georg Friedrich von Podewils e Heinrich Wilhelm von Podewils. Un altro cambio di proprietà avvenne con una decisione presa il 2 settembre 1748 e il 18 aprile 1749 passò alla rimasta vedova Maria Helena von Podewils dalla casa von Münchow, che ricopriva il ruolo di alto funzionario dell'autorità territoriale.
Come risultato delle disposizioni del precedente proprietario, c'era una divisione dei beni tra i suoi due figli. Il tenente maggiore Bogislav Georg Friedrich ricevette il bene di Kantreck (Łoźnica), mentre il capitano più giovane Heinrich Wilhelm ricevette Podewils (Podwilcze). Sotto la sua volontà, il 9 gennaio 1758, tutta la tenuta di Podewils la ricevette suo fratello minore, il tenente Adrian von Podewils. Con un regolamento del 2 settembre 1760 Adrian trasferì il patrimonio alla sorella minore Sophia Dorothea von Podewils, vedova del maggiore von Wrede. Un altro cambio di proprietà avvenne il 24 marzo 1762. In quel giorno il bene fu ricevuto dalla sorella più giovane di Sophia Dorothea, Maria Louise von Podewils. Maria Louisa era sposata con il più alto ufficiale di camera, Carl Friedrich Wendland. Più tardi, la proprietà dei Podewils fu ereditata nel 1781 da Bogislav Georg Friedrich Wendland, il loro unico figlio.
La linea maschile della famiglia Podewils, nel 1804, è rappresentata da Samuel Christian von Podewils. Acquistò la sede di famiglia per una somma di 26.000 talleri. Poi trasferì il patrimonio al suo secondo figlio, Emil Melchior Friedrich. Dopo la morte di Emil Melchior Friedrich, sua moglie gestiva la proprietà. Queste sono le ultime informazioni sui proprietari all'inizio del XIX secolo. Ulteriori notizie sulla storia della proprietà e dei suoi proprietari riguardano eventi alla fine del XIX secolo. In questa fase degli studi, la storia degli averi tra il 1804 e il 1890 è sconosciuta.
Nel secolo scorso sempre la famiglia Podewils ha gestito Podwilcze (Podewils) e altre proprietà della Pomerania, come Krąg (Krangen) e Polanów (Pollnow). Intorno al 1890, l'agricoltore Max von Hewald (fondatore di un orfanotrofio a Lipsia) acquistò la tenuta di Podewils e la fece prosperare. Il titolo di barone gli fu conferito per il merito dei possedimenti. Il nuovo proprietario, per raccogliere fondi per l'acquisto di beni, vendette terreni alla periferia di Berlino poco prima del 1890. Max von Hewald fu l'iniziatore della ricostruzione del palazzo, e il nuovo stile neogotico dovrebbe essere collegato alla sua persona. Lo testimoniano le iniziali "MvH" sulla facciata del palazzo. Inoltre, costruì una scuola a due classi nel 1900, insieme ad un appartamento per il personale scolastico, e nel 1904 costruì una distilleria e un ufficio delle imposte, così come molti edifici agricoli. Morì il 15 giugno 1908 e l'amministratore fu responsabile della proprietà fino al 1 novembre 1908. Dopo la sua morte Podwilcze divenne proprietà di Gustav della famiglia von Holtzendorff, che lo gestì fino al 1945.
Nel 1939 Podewils era una comunità di 2.714,6 ettari con 608 residenti. I distretti di Groß Reichow (Rychowo), Neuhof (Trzebiec) e Krampe (Krępa) appartenevano al comune. Podewils si trovava nel distretto di Belgard (Białogard), sul Persante, prima della Seconda Guerra Mondiale e, insieme a Rarfin (Rarwino) e Zietlow (Sidłowo), faceva anche parte del municipio di Rarfin. Belgard era il tribunale distrettuale competente. L'ultimo sindaco prima del 1945 era Max Dallmann.
La vita pacifica degli abitanti del villaggio si interruppe con lo scoppio della Seconda Guerra Mondiale. Durante la guerra, all'inizio del 1945, l'aviazione sovietica lanciò diverse bombe incendiarie su Podwilcze. A seguito del bombardamento, tre edifici agricoli appartenenti a Franz Lehnhardt e Gerhard Ollermann furono distrutti. L'Armata Rossa invase il villaggio il 3 marzo 1945. I soldati sovietici commisero una serie di atrocità alla popolazione locale. Delle diciassette persone rapite dalle campagne, ne è sopravvissuta solo una.
Nell'autunno del 1945, quando la regione di Groß Tychow (Tychowo) fu posta sotto amministrazione polacca dopo la fine della guerra insieme alla Pomerania Orientale, l'esodo dei tedeschi e gli insediamenti degli immigrati polacchi e ucraini hanno avuto inizio, che appartenevano prevalentemente a minoranze nelle zone a est della Linea Curzon. Dopo la fine della Prima Guerra Mondiale, questi territori furono conquistati durante la guerra sovietico-polacca (1919-1921) e dovettero essere ceduti all'Unione Sovietica dopo la Seconda Guerra Mondiale. L'espulsione della popolazione locale tedesca è proseguita fino al 1947. Podewils è stata rinominata a Podwilcze e si trova oggi nel comune di Białogard.
Nel 1965 fu costruita una scuola in occasione del giubileo del millennio dello Stato polacco.

## Monumenti e luoghi d'interesse
Secondo il registro dell'Istituto Nazionale del Patrimonio, nell'elenco dei monumenti sono inseriti:

### Palazzo di Podwilcze
Il complesso del palazzo è iscritto nel registro dei monumenti dal 27 luglio 1954. Gli inizi della storia della costruzione del palazzo risalgono probabilmente alla seconda metà del XIV secolo, quando il villaggio fu nominato per la prima volta come sede della famiglia Podewils. Dal momento di questa menzione, fino al 1890, non abbiamo alcuna informazione sulle trasformazioni stilistiche che la residenza ha subito:

### Chiesa di Podwilcze
La chiesa evangelica, ora convertita in cattolica-romana dedicato a San Martino di Tours, probabilmente dal XVI secolo all'inizio del XX secolo, è stata inserita nel registro dei monumenti il 30 ottobre 1956. La chiesa è stata costruita nel 1911 dal proprietario del maniero e patrono di Holtzendorff, esattamente sul sito di un edificio medievale fatto di pietre e mattoni. La torre, coronata da un tetto a punta, sorge sulle fondamenta dell'antica torre. In passato Podewils insieme a Neuhof (Trzebiec), Krampe (Krępa) e Zietlow (Sidłowo) era una parrocchia indipendente nella parrocchia di Belgard, della Chiesa protestante dell'antica Unione prussiana fino al 1945. Insieme alla chiesa di Rarfin formò la parrocchia di Rarfin, che fu anche sede della canonica. Nel 1940, 448 parrocchiani appartenevano alla parrocchia di Podewils, il cui patronato della chiesa era detenuto dalla famiglia von Holtzendorff.
La parte più antica della chiesa è la parete occidentale e la torre. All'inizio del XX secolo l'altezza della torre è stata aumentata, spostandola in direzione sud. Collocando la navata con l'ingresso principale verso l'interno, si perdeva la disposizione assiale dell'intero edificio. Non ci sono informazioni sulle strutture degli edifici. Fino alla fine della Seconda Guerra Mondiale, la chiesa era evangelista ed era sotto la cura dei proprietari locali. Dopo la Seconda Guerra Mondiale, nel 1946 divenne una Chiesa cattolica. La chiesa si trova al centro del villaggio su terreno pianeggiante, circondata da una piazza ovale con un semplice piano urbano riempito interamente da un tappeto erboso, che sorge lungo il parco. Sul lato nord vi è un'edicola votiva posta di fronte alla Vergine Maria in una grotta costruita in ciottoli. Alla sua destra è presente una croce missionaria. L'area intorno alla chiesa è delimitata da un alto filare di muri in pietra con sbozzati non trattati e giuntati con malta a profilo ad incastro scanalato. La chiesa è orientata ad est.
Della costruzione originale, è sopravvissuto quanto segue: Una vetrata colorata datata al primo decennio del XX secolo, una decorazione del soffitto, un matroneo dove è collocato un organo a pompa datato intorno al 1900, l'altare, un dossale dell'altare principale del 1930. Un affresco sopra l'altare raffigurante la Risurrezione, una fonte battesimale barocca del XVII secolo, un'acquasantiera datata intorno al 1890, crocifisso del 1900 circa, una lampada elettronica, campana rinascimentale del 1567, grata del cancello in stile neogotico del 1900 circa. Il volume dell'edificio è di 4568 m³ mentre la superficie utilizzabile è di 346 m².
Oggi è una chiesa sussidiaria, cattolica-romana appartenente alla parrocchia della Santa Croce di Stanomino, decanato di Białogard, diocesi di Koszalin-Kołobrzeg, metropoli di Stettino-Kamień.

### Cimiteri di Podwilcze
Il villaggio presenta tre cimiteri:
- Un cimitero evangelico-comunale di 0,70 ettari, fondato nel XIX secolo, all'estremità meridionale del villaggio con un gruppo di 6 alberi di farnia di 148-240 centimetri che fungono da monumento naturale, e nel sottobosco sono presenti edera, mughetto, pervinca e aconico moldavo.
- Un cimitero inattivo intorno alla chiesa di circa 0,26 ettari con vegetazione alta lungo il muro.
- Un cimitero cavalleresco a tumulo, probabilmente in sede della famiglia Podewils nel Medioevo.

## Letteratura
- Ludwig Wilhelm Brüggemann: Descrizione dettagliata dello stato attuale del Regno di Prussia e del Ducato della Pomerania Anteriore e Posteriore. Parte II, Volume 2: Descrizione delle giurisdizioni dei collegi provinciali appartenenti ai distretti di Cößlin della Pomerania orientale. Stettino 1784, pag. 658, n. 46. (DE)
- Heinrich Berghaus: Libro fondiario del Ducato di Pomerania e del Principato di Rugia. Parte III, Volume 1. Anklam 1867, pag. 759-760. (DE)
- Comitato distrettuale di Belgard-Schivelbein: Contea di Belgard. Storia del comitato distrettuale della Pomerania. Comitato distrettuale di Belgard-Schivelbein, Celle 1989. (DE)
- Andrzej Świrko: Palazzi, manieri e castelli lungo il bacino del Parsęta. Organizzazione Turistica Polacca, 2005. (PL)

## Economia
C'è un'unità dei vigili del fuoco volontari nel villaggio.
Gli allevatori sono specializzati nell'allevamento di suini.
La distilleria è stata chiusa e successivamente abbandonata nel 2012.

## Infrastrutture e trasporti
C'è una fermata dell'autobus oltre a tre sentieri turistici locali che attraversano il villaggio:
- Il sentiero che corre lungo i binari dell'ex ferrovia a scartamento ridotto - per pedoni e ciclisti, non segnato.
- Il sentiero di parchi, ville e palazzi – per veicoli, non segnato.
- Il sentiero dei paesaggi e dei parchi del comune di Białogard – per ciclisti.